# Monument à la 69e division d'infanterie
Le monument à la 69e division d'infanterie ou monument du Mort-Homme est un monument commémoratif de la Première Guerre mondiale, situé sur le territoire de la commune de Cumières-le-Mort-Homme, dans le département de la Meuse.

## Histoire
Lors du déclenchement de la bataille de Verdun, l'attaque des Allemands, le 21 février 1916, sur la rive droite de la Meuse fut contenue par les tirs de l'artillerie française située sur la rive gauche. Le 6 mars, l'infanterie allemande se lance à l'assaut des points les plus élevés tenus par les Français : la cote 304, le Mort-Homme, le bois des Corbeaux. L'ennemi subit jusqu'à 70 % de pertes. À partir du 11 mars, ses assauts massifs cessent et des actions plus localisées sont lancées. Le 14 mars, la partie nord du Mort-Homme tombe aux mains des Allemands.
Du 12 juillet au 20 août 1922, à l'initiative de l'amicale des anciens de la 69e division d'infanterie fut érigé le monument commémoratif, au lieu-dit Le Mort-Homme.
Le monument est mentionné à l'inventaire général du patrimoine culturel sous le nom de « monument du Mort Homme ».

## Caractéristiques
Ce monument sculpté est l'œuvre de Jacques Froment-Meurice,. La sculpture représente un squelette debout se dégageant de son suaire. Le squelette du soldat pousse un cri, il tient sur son bras gauche un drapeau, au bout du bras droit, il brandit le flambeau de la victoire. Sur le socle du monument, a été gravée la phrase : 

« Ils n'ont pas passé »

Le soubassement porte l'inscription : « Aux morts de la 69e division ».

## Monument à la40edivision d'infanterie
À une centaine de mètres, a été érigé, à l'initiative des anciens de la 40e division d'infanterie, un monument de granit à la mémoire de la 40e division d'infanterie.